# Anopheles harperi
Anopheles harperi este o specie de țânțari din genul Anopheles, descrisă de Evans în anul 1936. Conform Catalogue of Life specia Anopheles harperi nu are subspecii cunoscute.